# Deadman
Deadman war eine japanische Band, die Anfang Januar 2001 in Nagoya gegründet wurde und am 24. Mai 2006 ihre Aktivitäten einstellte.
Der Name der Band drückt nach Aussagen der Band die Idee der moralischen und psychischen Gefangenschaft der Menschheit aus und bezieht sich außerdem auf die japanische Politik, die die Menschen zu sehr einengt. Allerdings soll er sich auch auf die Todesstrafe beziehen und für den zum Sterben verurteilten Mann, der sein Ende bereits vor sich sehen kann, stehen.

## Geschichte
Deadman wurden im Januar 2001 von Sänger Mako, den Gitarristen Aie und Yukino, alle ehemalige Mitglieder der Band Kein und Schlagzeuger Toki, ehemals Lamiel, in Nagoya gegründet.
Am 20. März 2001 fand ihr erstes One-man Live im E.L.L fits all Nagoya statt. Im darauf folgenden Monat wurde die erste Single Subliminal Effect veröffentlicht. Wegen musikalischer Differenzen wechselte Yukino Ende April 2001 zu Gullet. Von da an spielte die Band auf ihren Lives mit einem Ersatzbassisten, bis Takamasa von der Band Lady im November 2001 zu Deadman stieß.
Nach Takamasas Einstieg brachte die Band noch im November 2001 ihr erstes Mini-Album Site of Scaffold heraus. Nach einer Pause von 3 Monaten folgte dann im Februar 2002 die zweite One-man Tour, Deadman tell no Tales.
Anfang 2002 gründeten sie auch ihren Fanclub fuzz. Von April bis Mai 2002 folgte dann eine Tour mit der Band Blast, auf welcher man bereits die CD Hirusagari no Jekyll to Hyde, die später auch als reguläre CD auf den Markt kam, kaufen konnte. Es folgten weitere Lives mit Merii, Nightmare, D’espairsRay und Nookicky. Auf den Konzerten konnte man auch das Demotape Kunou no naka no taegatai sonzai erstehen.
Nach einem halben Jahr, in dem es etwas ruhiger um die Band geworden war, traten sie im März und April 2003 die Dark Tour an. Während dieser Tour veröffentlichten Deadman ihr erstes Album No Alternative. Daraufhin folgten weitere Touren: No Alternative im April und Amefuri no himawari im Oktober. Die in Japan sehr begehrten Live-only CD war diesmal die in drei Versionen erhältliche Single Family sowie die Singles Amefuri no himawari und Kafka.
Eine weitere Tour, desert house, sowie das Mini-Album 701125 folgten im April 2004, im August erschien die Single C° sowie ihr erster Videoclip.
Anfang 2005 gab Takamasa bekannt, dass er im April 2005 das letzte Live mit Deadman spielen würde. Davor wurde noch die Single Seija no koushin veröffentlicht. Auf der dazugehörigen Tour Misery loves company wurde die erste DVD verkauft, die die Videoclips der Songs seija no koushin und This day. this rain beinhaltet.
Als neuer Bassist kam Kazuya von Happysad, der im November 2005 offizielles Mitglied wurde, nachdem zuvor das Mini-Album „701125+2“ veröffentlicht und einer Tour mit u. a. Lynch. absolviert wurde. Im Dezember folgte das neue Album In direction of sunrise and night light.
Im Jahr 2006 erfolgte eine weitere Coupling-Tour mit Lynch. sowie am 29. Januar 2006 in Frankfurt am Main ihr erstes Konzert außerhalb Japans im Rahmen der Follow the nightlight tour 2006. Unerwartet wurde bekannt gegeben, dass sich die Band nach einem letzten Konzert in Japan am 23. Mai 2006 auflösen würde.

## Diskografie

### Alben
- 2003: No alternative
- 2005: In the direction of sunrise and night light
- 2024: Genealogie der Moral

### EPs
- 2001: Site of Scaffold
- 2004: 701125
- 2005: 701125+2

### Singles
- 2001: Subliminal effect
- 2001: In media
- 2003: Family (Osaka)
- 2003: Family (Nagoya)
- 2003: Family (Tokyo)
- 2003: Amefuri no Himawari (雨降りの向日葵)
- 2004: Bodybag No.
- 2004: Kafka (カフカ)
- 2004: °C+1
- 2004: °C (°C (ディグリーズ・センティグレード))
- 2005: Seijya no Koushin (聖者ノ行進)
- 2023: Rapid Dog
- 2023: Ubugoe (産声) Split-Single mit Mucc

### Videoalben
- 2004: 2 clips
- 2006: 0605231830
- 2006: Endroll
- 2023: Endroll 2006/Endroll 2022